# William Lee
William Lee (1563 – 1614) fue un inventor y clérigo inglés que creó la primera máquina de tejer para medias en 1589, la única de su tipo que sería utilizada por siglos. Su principio de operación aún sigue siendo utilizado en la actualidad.

## Biografía
Lee nació en la aldea Calverton en Nottinghamshire. Ingresó al Christ's College, Cambridge en 1579 como sizar y se graduó de St. John's College en 1582.
Lee era un curato en Calverton cuando se dice desarrolló la máquina porque la mujer a la que estaba cortejando mostraba más interés en tejer que en él (otra historia alternativa dice que su esposa tejía muy lento). Su primera máquina producía una lana muy gruesa para medias. Luego de que la Reina Isabel I rechazara su patente, construyó una máquina mejorada que incrementaba el número de agujas por pulgada de 8 a veinte y producía una seda de textura más delgada, pero la reina nuevamente le negó la patente porque temía por la seguridad de las muchas tejedoras a mano del reino. Se asoció con un George Brooks el 6 de junio de 1600, pero desafortunamente Brooks fue arrestado y acusado de traición y fue ejecutado. Finalmente se mudó a Francia con su hermano James, llevando consigo 9 marcos y 9 trabajadores. Fue mejor acogido por el rey hugonote Enrique IV de Francia, quien le otorgó la patente. Lee abrió una fábrica de medias en Rouen, Francia, y prosperó hasta que, poco antes del asesinato de Enrique en 1619, firmó un contrato con Pierre de Caux para proveerle máquinas de tejer para la producción de medias de seda y lana. Pero el clima cambió abruptamente con la muerte del rey y pese a mudarse a París, sus reclamos fueron ignorados y murió en malas condiciones en 1614.
Luego de la muerte de Lee, su hermano James regresó a Inglaterra y destruyó gran parte de los marcos en Londres antes de mudarse a Thoroton, cerca de Nottingham en donde el aprendiz de Lee, Aston (o Ashton), un molinero, había continuado trabajando en el diseño y había logrado incluir varias mejoras al mismo. Esto llevó al establecimiento de dos centros de tejería, uno en Londres y otro en Nottingham. Durante el siglo XVIII Leicester luchó con Nottingham por el liderazgo en esta industria en East Midlands.
Aunque a la industria le tomó casi un siglo desarrollarse en lana, seda y encaje, la máquina que Lee desarrolló continuó siendo la espina dorsal de la industria por mucho tiempo, lo cual está reflejado en su aparición en el escudo de armas de la Worshipful Company of Framework Knitters. El cuarto centenario de la invención fue celebrado en 1989 con la publicación de un libro de estudios históricos.